# John Jackson (pugile)
John Jackson (Londra, 28 settembre 1768 – Londra, 7 ottobre 1845) è stato un pugile inglese, detto anche gentleman boxer.
Jackson, figlio di un ricco imprenditore edile, apparteneva ad uno stato sociale elevato. Amava vestire bene e comportarsi in modo corretto con tutti: grazie a Jackson le buone maniere e la correttezza fecero il loro ingresso nel rude sport del pugilato.
Jackson possedeva un fisico imponente ed era un grande atleta, eccelleva nella corsa veloce e nel salto in lungo. Pesava più di 90 kg ed era alto 1,80 m. La sua tecnica di pugile era ottima, potente e veloce, utilizzava sia il sinistro che il destro per colpire l'avversario, in un periodo storico in cui i pugili possedevano un unico pugno forte. Jackson, assieme a Mendoza, dette inizio ad una fase nuova del pugilato, non più forza e violenza ma tecnica e tattica.
Nel 1788 vinse il suo primo incontro di pugilato contro William Fewterel, un pugile di grande esperienza. Il successivo incontro lo disputò contro George Ingelston: avrebbe vinto facilmente se nella terza ripresa non fosse scivolato rovinosamente sul pavimento del ring. Alcune fonti narrano che nell'episodio Jackson ruppe una gamba, in ogni caso andò a terra, per questo Ingelston fu dichiarato vincitore.
Deciso per il ritiro, si allontanò dal ring per sei anni, finché non gli fu proposta la possibilità di combattere contro il campione Daniel Mendoza per il titolo di campione d'Inghilterra.
I due si sfidarono nel 1795, Jackson vinse dopo nove riprese. Alla luce delle regole moderne la vittoria di Jackson è da considerarsi molto discutibile. Egli alla quinta ripresa immobilizzò Mendoza, trattenendolo con una mano per i capelli, mentre con l'altro braccio colpiva violentemente. I secondi di Mendoza protestarono animatamente così che fu richiesto l'intervento degli arbitri. Per risolvere la controversia si pose mano al regolamento (London Prize Ring Rules). Non venne ravvisata alcuna irregolarità, per questo l'incontro proseguì. Dal sesto all'ottavo round Mendoza è ferito e quindi costretto a rimanere sulla difensiva. Nel nono round Mendoza non ha nessuna chance, Jackson è ancora fresco come all'inizio dell'incontro. Mendoza non riesce più ad evitare i colpi di Jackson, cade a terra e si arrende.
Dopo la vittoria Jackson si ritirò definitivamente, nella sua carriera disputò quindi solo tre incontri in totale. Concentrò la sua attenzione nell'insegnamento presso l'accademia della boxe fondata da lui stesso a Londra.

Fu istruttore di molti nobili dell'epoca come il poeta Lord Byron. Si fece promotore dell'utilizzo dei guantoni protettivi inventati da Jack Broughton.
Durante l'incoronazione di Giorgio IV, fu scelto come selezionatore delle guardie cerimoniali. Formò una squadra di diciotto pugili. 
Morì all'età di 76 anni; sulla sua tomba fu posta una statua di un leone a simboleggiare la sua grande forza e abilità.